# Volga-Dnepr Group
Volga-Dnepr Group est un groupe russe de compagnie aérienne holding dont le siège social est situé à Moscou. Il est un leader mondial sur le marché du transport aérien de fret hors gabarit, unique et lourd. Les activités principales du groupe sont les opérations de fret charter avec les gros porteurs Antonov An-124 et IL-76TD-90VD ainsi que les opérations régulières de fret avec les avions Boeing 747 et Boeing 737.

## Filiales
- AirBridgeCargo Airlines
- ATRAN Airlines
- Volga-Dnepr Airlines

Volga-Dnepr Airlines est la principale filiale du groupe, exploitant une flotte de douze Antonov An-124 et cinq Ilyushin IL-76 pour des services internationaux de transport charter de fret hors gabarit et lourd. AirBridgeCargo est l’un des plus grands opérateurs sur le marché international du fret régulier. Elle exploite une flotte composée de Boeing 747-400 et Boeing 747-8F. ATRAN Airlines, créée à l’origine en 1942, est devenue une filiale de Volga-Dnepr en 2011. ATRAN opère des Boeing 737 depuis les aéroports de Vnukovo et Sheremetyevo à Moscou, pour des vols court et moyen-courriers.

## Flotte du groupe

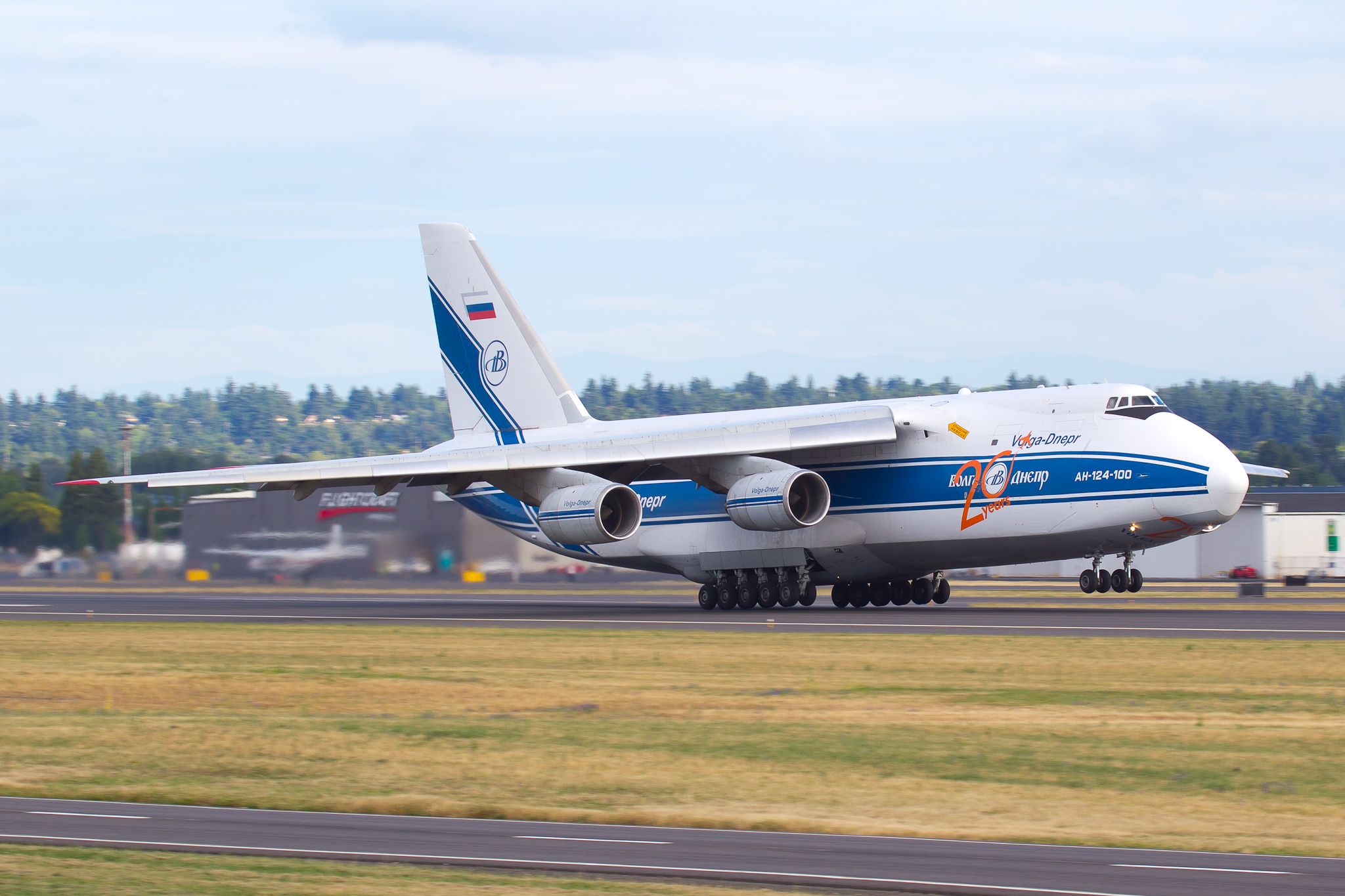
Un Antonov An-124 de Volga-Dnepr Airlines.

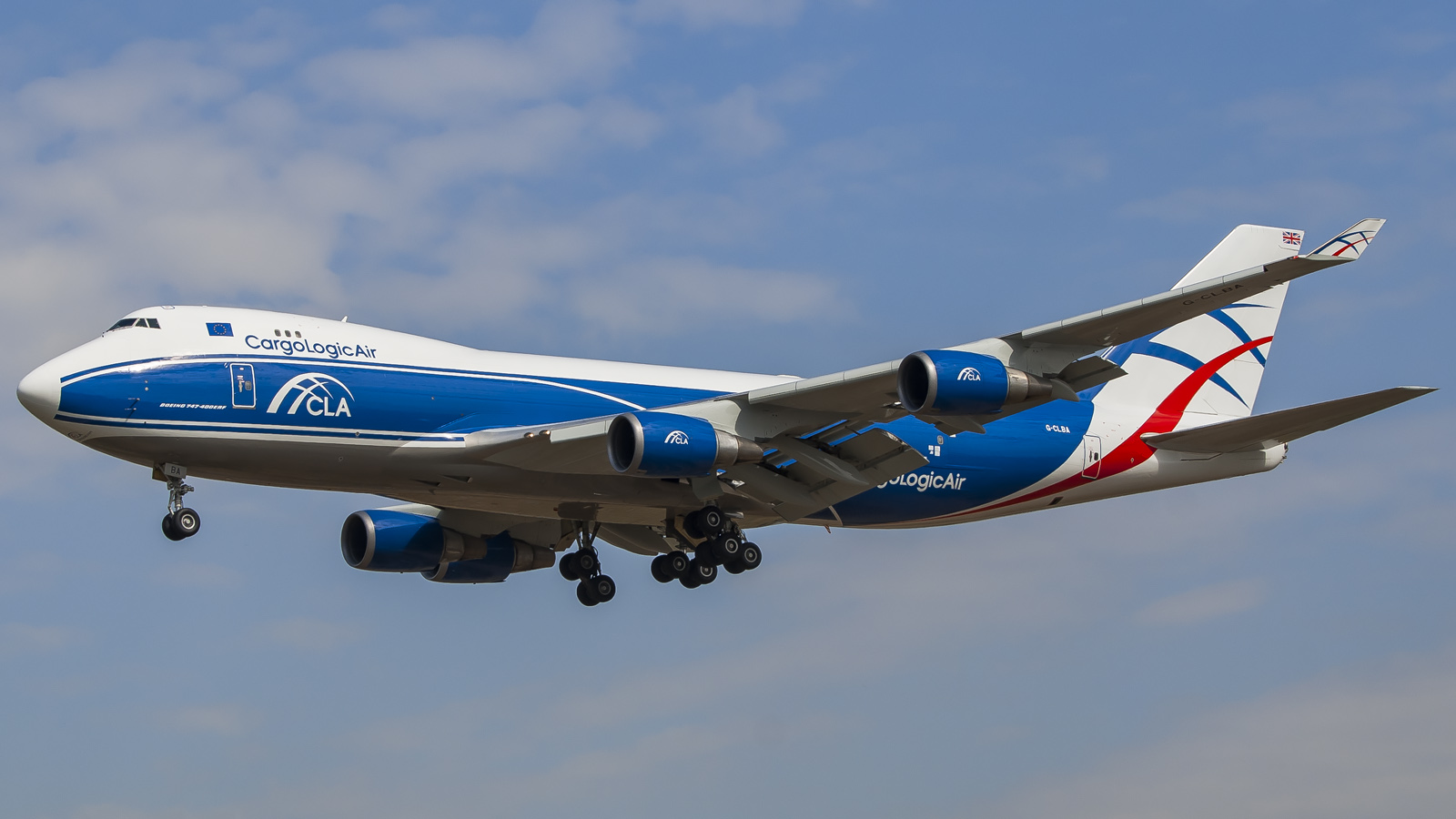
Un Boeing 747-400ERF de CargoLogicAir.

En juin 2020, la flotte du groupe Volga-Dnepr se compose des avions suivants :
| Avion                 | En service | Commandes | Remarques                          |
| --------------------- | ---------- | --------- | ---------------------------------- |
| Antonov An-124        | 12         | 3         | Exploité par Volga-Dnepr Airlines. |
| Boeing 737-400SF      | 6          | —         | Exploité par ATRAN (3).            |
| Boeing 737-800BCF     | 2          | —         | Exploité par ATRAN.                |
| Boeing 747-400F       | 1          | —         |                                    |
| Boeing 747-400ERF     | 5          | —         | Exploité par AirBridgeCargo (4).   |
| Boeing 747-8F         | 13         | —         | Exploité par AirBridgeCargo.       |
| Ilyushin Il-76TD-90VD | 5          | —         | Exploité par Volga-Dnepr Airlines. |
| Total                 | 44         | 12        |                                    |